# Eberschwang
Eberschwang è un comune austriaco di 3 386 abitanti nel distretto di Ried im Innkreis, in Alta Austria; ha lo status di comune mercato (Marktgemeinde).